# Blaireau d'Amérique
Taxidea taxus · Blaireau d'Amérique
Pour les articles homonymes, voir Blaireau (homonymie) et Carcajou (homonymie).
Genre
Espèce
Statut de conservation UICN

 LC  : Préoccupation mineure
Le blaireau d'Amérique (Taxidea taxus) est une espèce de mustélidés. C'est le seul représentant actuel du genre Taxidea.
Cette espèce a été décrite pour la première fois en 1777 par le naturaliste allemand Johann Christian Daniel von Schreber (1739-1810) et le genre en 1839 par le zoologiste britannique George Robert Waterhouse (1810-1888).

## Dénominations

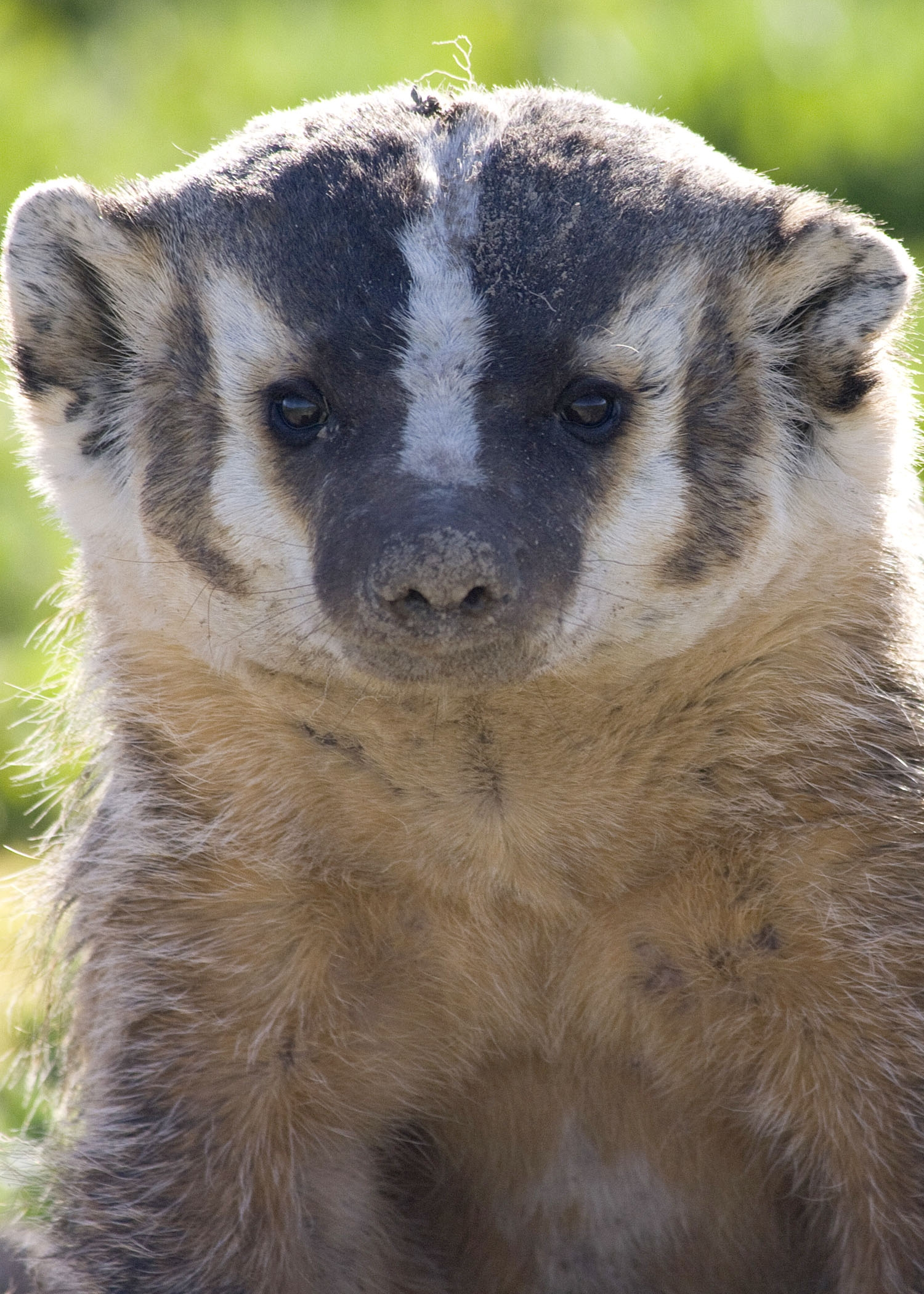
Blaireau d'Amérique

- Nom scientifique : Taxidea taxus  (Schreber, 1777)[1]
- Nom recommandé ou typique : blaireau d'Amérique[2],[3],[4],[5]
- Autres noms vulgaires (vulgarisation scientifique) ou noms vernaculaires (langage courant), pouvant désigner éventuellement d'autres espèces : blaireau américain[2], blaireau Nord-Américain[5], glouton d'Amérique[2] ou encore, à la suite d'une association linguistique erronée[6], carcajou[2]. Il faut donc prendre garde de confondre cette espèce avec le Glouton arctique Gulo gulo, appelé aussi carcajou au Québec[3]. Autrefois, cette espèce a aussi été appelée blaireau du Labrador[6].

## Mode de vie
Il vit généralement seul, dans les bois (ou même dans les villes où il trouve à manger dans les poubelles). Il sort de son terrier creusé par ses griffes acérées au crépuscule, pour chasser lapins, souris et tamias, qu'il repère au flair, sa vue étant mauvaise.

## Liste des sous-espèces
Selon Mammal Species of the World (version 3, 2005)  (21 juin 2013) et Catalogue of Life (21 juin 2013) :
- sous-espèce Taxidea taxus berlandieri (Baird, 1858)
- sous-espèce Taxidea taxus jacksoni (Schantz, 1946)
- sous-espèce Taxidea taxus jeffersonii (Harlan, 1825)
- sous-espèce Taxidea taxus marylandica (Gidley & Gaxin, 1933)
- sous-espèce Taxidea taxus taxus (Schreber, 1777)

### Site de référence taxinomiques
- (en) Animal Diversity Web : Taxidea taxus (consulté le 21 juin 2013)
- (en) Brainmuseum : Taxidea taxus (consulté le 21 juin 2013)
- (en) Catalogue of Life : Taxidea taxus (Schreber, 1777) (consulté le 15 décembre 2020)
- (fr + en) ITIS : Taxidea taxus  (Schreber, 1777) (consulté le 21 juin 2013)
- (en) Mammal Species of the World (3e  éd., 2005) :  Taxidea taxus   Schreber, 1777 (consulté le 21 juin 2013)
- (en) North American Mammals : Taxidea taxus  (consulté le 21 juin 2013)
- (en) NCBI : Taxidea taxus (taxons inclus) (consulté le 21 juin 2013)
- (fr) SeaLifeBase : espèce Taxidea taxus  (Schreber, 1777) (+ noms communs) (consulté le 21 juin 2013)
- (en) Paleobiology Database : Taxidea taxus  Schreber 1778 (consulté le 21 juin 2013)
- (en) UICN : espèce Taxidea taxus  (Schreber, 1777) (consulté le 21 juin 2013)

### Autres liens externes
- Blaireau d'Amérique - Cinq questions sur le blaireau site Parcs Canada – Le coin de l’enseignant.